# Burek

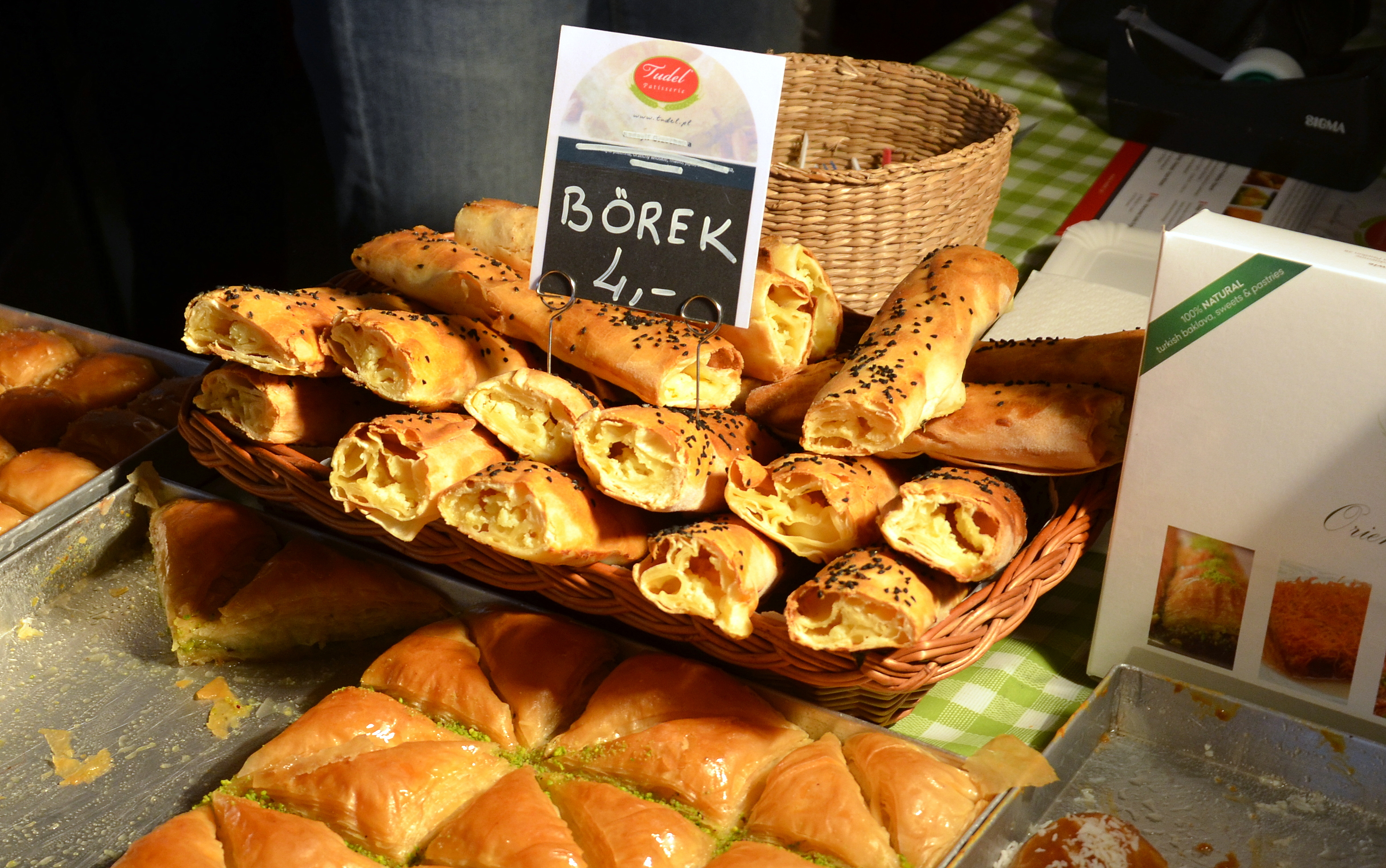
Burek.

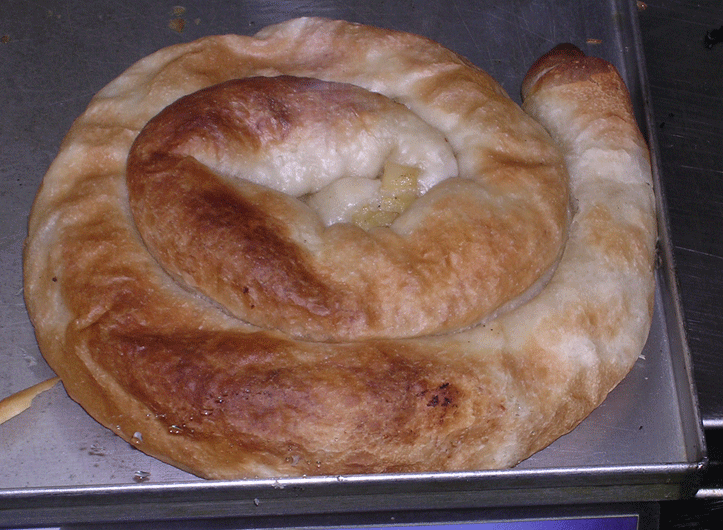
Rullad burek i Bosnien och Hercegovina.

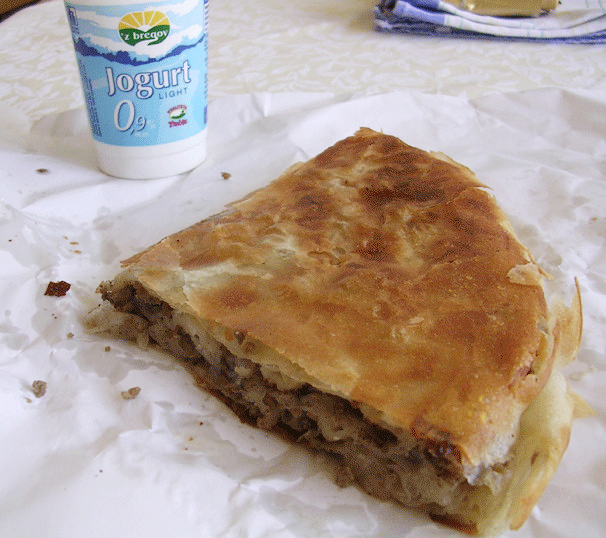
Rund burek (fylld med köttfärs).

Burek (börek/byrek/būrek/burekas, бурек) är populär snabbmat i vissa Medelhavsländer samt på Balkan och delar av västra Asien, med ursprung i Anatolien. Även om rätten klassas som snabbmat, såtillvida att man kan köpa den nästan överallt på gatorna i olika bagerier, kan själva tillagningsprocessen ta upp till två timmar i anspråk. Burek kan närmast liknas vid en paj, och den tros ha spridits från västra Asien över Balkan under det Osmanska rikets storhetstid.
Burek görs av tunn filodeg och varvas med fyllning. Fyllningen utgörs ofta köttfärs, men även färskost, potatis eller spenat är vanligt förekommande. Ibland kan den definieras som friterade ostknyten, alternativt som kött, grönsaker eller frukt inbakade i smördeg.
På Balkan sägs burek ha introducerats 1498 i staden Niš i nuvarande Serbien, av en turkisk bagare vid namn Mehmed Oğlu från Istanbul. Bureken spreds sedan från sydöstra Serbien till området som senare blev Jugoslavien. Den berömda runda bureken utvecklades i Niš.
I Bosnien och Hercegovina betyder burek en färsfylld paj (pita). Pita kan ha olika fyllningar. Innehåller den potatis kallas det till exempel krompiruša, så fyllningen bestämmer vad pajen ska heta. Alla olika fyllningar kallas alltså med gemensamt namn Pita. Burek säljs vanligtvis i bagerier som snabbmat och äts oftast med yoghurt.
Denna metod har spridit sig till Serbien och till Kroatien. Oftast brukar hemlagad burek i Bosnien vara rullad.